# Westray Wife

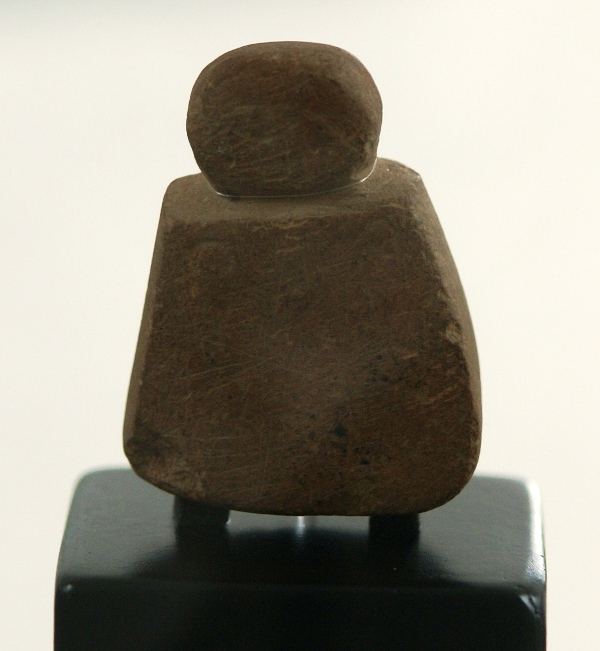
Westray Wife

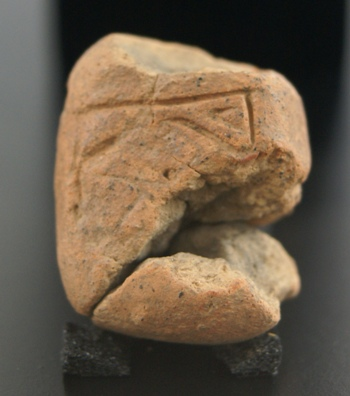
Zweite gefundene Figur

Die 2009 bei einer Ausgrabung an den Links of Noltland, auf Westray, einer der Orkney-Inseln, gefundene Westray Wife oder Orkney Venus genannte Statuette aus der Zeit der Grooved Ware (Neolithikum) war die erste in Schottland gefundene prähistorische Menschendarstellung. Inzwischen wurden auf Westray zwei weitere, stärker beschädigte Figuren gefunden.

## Beschreibung
Die Figur besteht aus rotem Sandstein. Sie ist 3,5 cm × 3 cm groß und flach. Ein runder Kopf sitzt, deutlich abgesetzt, auf einem rautenförmigen Körper. Das Gesicht mit schweren Brauen, Punkten für die Augen und eventuell einer länglichen Nase ist durch Ritzungen dargestellt. Kratzer auf dem Schädel könnten Haare anzeigen. Die Augenbrauen der Figur sind identisch mit dem „Augenbrauen-Motiv“ im Cairn Dis o’the Holm auf dem Holm of Papa, einer Nachbarinsel von Westray. Die dortige 20 m lange Megalithanlage des Maes-Howe-Typs (MH) mit zahlreichen Seitenkammern hat auf elf Steinen Felsritzungen, u. a. „Augenidole,“ Kreise, Punkte und Zickzacks. Zwei Kreise auf der Brust der Westray Figur werden als Brüste oder Kleidungsbestandteil interpretiert. Die Arme wurden eingeritzt. Regelmäßige sich kreuzende Markierungen auf der Rückseite können Gewebe oder Muster der Kleidung darstellen. Die Figur ist ca. 5000 Jahre alt.

## Fundort
Die Figuren wurde bei Ausgrabungen in den Links of Noltland auf Westray gefunden. Die Links of Noltland liegen in Sanddünen hinter der Grobust Bay an der Nordwestküste von Westray. Die Dünen unterliegen starker Winderosion, ein Problem, das durch die Aktivität von Kaninchen verstärkt wird. Im 19. Jahrhundert machte der Archäologe George Petrie erste Funde. Aber erst im 20. Jahrhundert wurde das Gebiet untersucht. Die Figur wurde im Abfallhaufen eines Hauses gefunden. Die Archäologen entdeckten in der Wand eines neolithischen Hauses Schädel von zehn Tieren. Alle waren mit dem Kopf nach unten mit den Hörnern im Boden positioniert. Die prähistorischen Bewohner haben Rinder und Schafe gehalten, Wild verspeist und Gerste angebaut.

## Einordnung
Auf den Britischen Inseln wurden bislang nur wenige figürliche Darstellungen aus dem Neolithikum gefunden, darunter die Bell Track God-dolly und das Dagenham Idol. Bei Nab Head (Wales) wurde eine mesolithische Plastik gefunden, die als Menschendarstellung interpretiert wird.